# NGC 1129
NGC 1129 ist eine Elliptische Galaxie vom Hubble-Typ E3 im Sternbild Perseus am Nordsternhimmel. Sie ist schätzungsweise 239 Millionen Lichtjahre von der Milchstraße entfernt und hat einen Durchmesser von etwa 200.000 Lichtjahren.

Im selben Himmelsareal befinden sich u. a. die Galaxien NGC 1130, NGC 1131, IC 265, IC 266.
DieTyp-Ib-Supernova SN 2007ke wurde hier beobachtet.
Das Objekt wurde am 17. Oktober 1786 vom deutsch-britischen Astronomen Wilhelm Herschel entdeckt.